# O Lamm Gottes, unschuldig

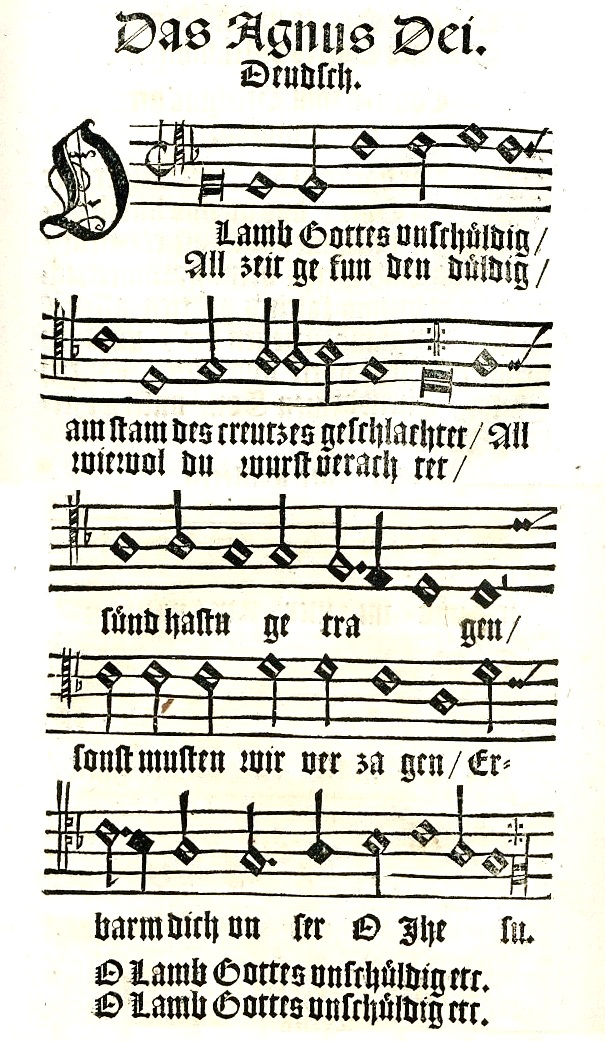
O Lamb Gottes vnschüldig bei Johann Spangenberg, Kirchengesenge Deudtsch, Magdeburg 1545

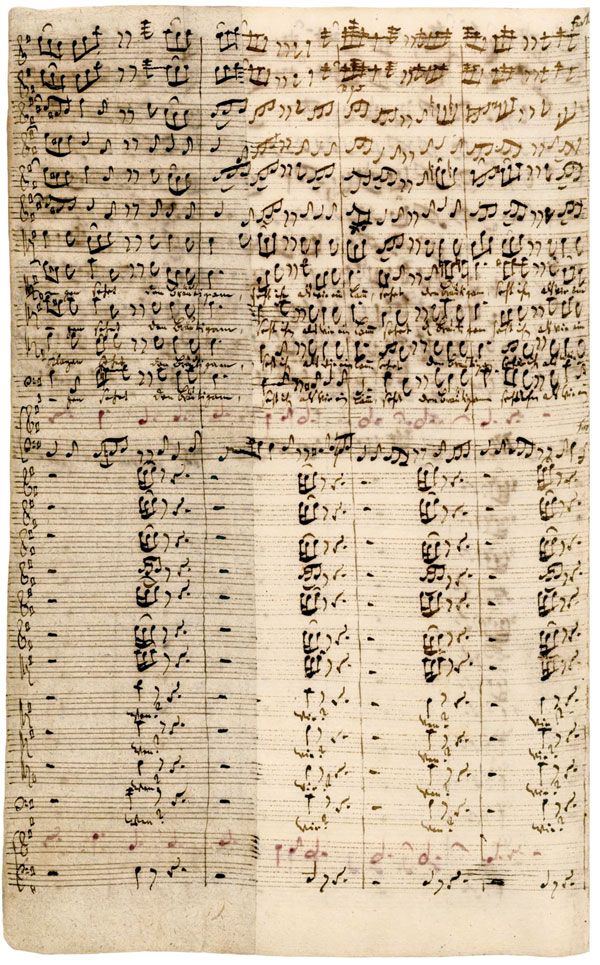
Autographseite des Eingangschors von Bachs Matthäuspassion; in der Mitte rot notiert und ohne Textunterlegung der Cantus firmus O Lamm Gottes (hier die zweite Melodiezeile)

O Lamm Gottes, unschuldig ist ein lutherisches Kirchenlied, das heute in den meisten deutschsprachigen Kirchengesangbüchern gleichlautend enthalten ist. Text und Melodie stammen von Nikolaus Decius.

## Entstehung und Rezeption
Die Autorschaft Decius’ ist spärlich belegt. Noch bis ins 18. Jahrhundert ist O Lamm Gottes nur anonym abgedruckt. Philipp Julius Rehtmeyer teilt in seiner Braunschweigischen Kirchen-Historie einen lateinischen Bericht aus dem Jahr 1600 mit, in dem Bekannte von Decius ihn als Text- und Melodieverfasser von O Lamm Gottes und Allein Gott in der Höh sei Ehr bezeugen. Für die Melodie wird eine mittelalterliche Vorlage angenommen. Decius’ Liedschaffen wird biografisch auf 1522/23 angesetzt, also in die Frühphase der Reformation, noch vor Luthers ersten Liedern.
Das Lied ist zuerst in niederdeutscher Sprache in Joachim Slüters Geystlyke leder (Rostock 1531) enthalten, in hochdeutscher Fassung zuerst in einem Leipziger Gesangbuch von 1539. Es verbreitete sich rasch im gesamten deutschen Sprachgebiet. Die Melodie druckte Johann Spangenberg 1545 ab, einige Jahre vorher war sie in abweichender Version – mit rhythmisch ausgeglichenem Dreiklang-Beginn – in einem Straßburger Gesangbuch enthalten.
In allen frühen Drucken ist O Lamm Gottes als Agnus-Dei-Lied bezeichnet; es war also dazu bestimmt, im deutschsprachigen lutherischen Abendmahlsgottesdienst die Stelle des lateinischen Messgesangs zur Brotbrechung einzunehmen. In dieser Funktion wurde es jedoch von Luthers Christe, du Lamm Gottes verdrängt. O Lamm Gottes, das die lateinische Vorlage um das explizite Passionsgedächtnis nach Jesaja 53,3–7  erweitert, wurde stattdessen Teil der Passionsliturgie. Regional war es bis ins 19. Jahrhundert der Abschluss des Karfreitagsgottesdienstes. Johann Sebastian Bach arbeitete es in den Eingangschor seiner Matthäuspassion ein.
Im Evangelischen Kirchengesangbuch von 1950 ist O Lamm Gottes unter den Passionsliedern eingeordnet (Nr. 55). Als Melodie sind ihm sowohl die Spangenberg- wie die Straßburger Fassung beigegeben, die eine als „norddeutsche“, die andere als „süddeutsche Fassung“ bezeichnet.
In einem katholischen Gesangbuch erschien O Lamm Gottes erstmals 1616 in Paderborn, danach im Groß Catholisch Gesangbuch von David Gregor Corner. 1938 fand es, als einziges Agnus-Dei-Lied, mit dem Textanfang O du Lamm Gottes unschuldig Aufnahme in das Gesangbuch  Kirchenlied, dann in die Liste der Einheitslieder von 1947 und von dort weitere Verbreitung.
1973 erarbeitete die Arbeitsgemeinschaft für ökumenisches Liedgut für das Gotteslob (1975) eine „ö-Fassung“ von Text und Melodieⓘ. Diese ist im Evangelischen Gesangbuch (Nr. 190.1) und im katholischen Gotteslob (Nr. 203) enthalten, in beiden mit der ursprünglichen Bestimmung als Agnus-Dei-Lied.

## Text
1.–3.: O Lamm Gottes, unschuldig

am Stamm des Kreuzes geschlachtet,

allzeit erfunden geduldig,

wiewohl du warest verachtet,

all Sünd hast du getragen,

sonst müssten wir verzagen.

1.+2.: Erbarm dich unser, o Jesu.

3.: Gib deinen Frieden, o Jesu.

## Übersetzungen
Ins Dänische übersetzt „O Guds lam uskyldig...“ im dänischen Gesangbuch Rostock 1529, übernommen in das Gesangbuch von Ludwig Dietz, Salmebog, 1536, Nr. 37 (vielleicht nach dem Niederdeutschen „O Lam Gades vnschüldich...“ von Nikolaus Decius, 1531). In neueren dänischen Kirchengesangbüchern „O du Guds lam uskyldig, for os på korset slagted...“ in Den Danske Salmebog, Kopenhagen 1953, Nr. 174, und „O Guds lam uskyldig…“ in Den Danske Salmebog, Kopenhagen 2002, Nr. 440.